# Scottish Borders
Pour les articles homonymes, voir Borders.
Marches écossaises
Les Scottish Borders (les « Marches écossaises », en scots : The Mairches, en gaélique écossais : Na Crìochan) sont l'un des 32 council area d'Écosse et une ancienne région située au sud du pays entre Édimbourg et la frontière de l'Angleterre. Cette région a longtemps constitué une zone tampon entre les deux nations. 

## Géographie
Les Scottish Borders se trouvent dans la partie orientale des Hautes Terres du sud.
La région est vallonnée et en grande partie rurale. De riches terres agricoles sont arrosées par la Tweed qui coule d'ouest en est. Le point culminant de la région est la colline Broad Law à 840 mètres dans les Southern Uplands, massif de collines métallifères. Le terrain plat qui borde la rivière Tweed est connue sous le nom de Merse. La Tweed et ses affluents drainent toute la région et se jette dans la mer du Nord à Berwick-upon-Tweed dans Northumberland, formant frontière avec l'Angleterre sur les trente derniers kilomètres de son cours.

## Histoire
Les environs de Melrose gardent le souvenir de Walter Scott : Abbotsford, où il vécut et Dryburgh Abbey, qui abrite sa dernière demeure.
La région afférente était composée en 1975 de quatre comtés traditionnels : le Berwickshire, le Peeblesshire, le Roxburghshire et le Selkirkshire[réf. nécessaire]. Du 15 mai 1975 au 31 mars 1996, elle a eu le statut de région, puis, à partir de cette date, le statut de council area avec, à chaque fois, la ville de Newtown St Boswells comme siège.
La région est desservie par le train jusqu'en 1969. La fermeture de la ligne des Borders fait l'objet d'une vive opposition et une campagne citoyenne s'organise à partir des années 1990 en vue d'une réouverture. La ligne rouvre en 2015 entre Édimbourg et Tweedbank.

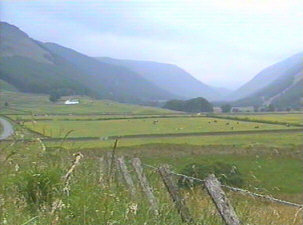
Paysage des Scottish Borders